# Каше, Галина Амосовна
Галина Амосовна Каше (1908—1986) — российский педагог-дефектолог, кандидат педагогических наук (1956), старший научный сотрудник сектора логопедии Научно-исследовательского института дефектологии АПН СССР. Научный корреспондент АПН СССР[уточнить].

## Биография
Родилась 22 июня (4 июля) 1908 года в посёлке Оллиле в дворянской семье офицера, военного электротехника Амоса Марковича Каша и Евгении Ивановны Каш (Семенович) — дочери преподавателя 1-й московской мужской гимназии Ивана Григорьевича Семеновича.
До 1914 года семья жила Петербурге и Кронштадте, затем переехала в Москву.
Училась в частной школе Сумароковой в Сивцев-Вражском переулке в Москве. В 1918 году поступила в третью группу 18-й советской школы, окончила в 1925 году девять групп 15-й школы-девятилетки, полное название которой в соответствии с круглой печатью на свидетельстве звучит: Единая Трудовая Советская Школа № 15 Хамовнического района.
В 1939 году поступила в Московский государственный педагогический институт им. В. И. Ленина на дефектологический факультет, по специальности языка и литературы, квалификация была присвоена преподавателя языка и литературы, звание — учитель средней школы, и окончила его в 1945 году. Но по этой специальности она никогда не работала.
Трудовую деятельность начала в сентябре 1940 года логопедом в Научно-методическом центре по детской психоневрологии (НАМЕЦ), где проработала до закрытия логопедического кабинета с началом войны в июле 1941 года.
По возвращении из эвакуации в Москву поступила на работу в детскую поликлинику № 21, расположенную на 2-й Извозной улице.
В 1948 году начала работу в Научно-исследовательском институте дефектологии Академии педагогических наук РСФСР, продолжая работать в поликлинике.
В декабре 1956 года защитила диссертацию и получила диплом кандидата педагогических наук.
В 1983 году специализированным советом НИИ АПН СССР была утверждена научным корреспондентом АПН СССР.

## Научная деятельность
Все послевоенные годы и начало пятидесятых годов активно занималась как практической, так и научной работой, работала со студентами-практикантами МГПИ. В Научно-исследовательском институте АПН СССР, где проработала всю жизнь, прошла путь от учительницы клинического сектора, логопеда логопедического отдела института до старшего научного сотрудника сектора логопедии.
Книги, учебники, статьи, методики, методические руководства и пособия пользовались спросом у специализированных дошкольных и школьных учреждений СССР, часто приходили запросы с просьбой прислать экземпляры тех или иных печатных и рукописных материалов, научных разработок, методических рекомендаций. Сохранились книги, подаренные ей коллегой из Софии Венелином Ивановым в память о совместной работе, сохранился также черновик перевода письма из Амстердама от 29 августа 1974 года: «…чтобы иметь возможность привлечь внимание Ваших коллег во всем мире к ценной работе, которую Вы опубликовали, мы были бы весьма обязаны, если бы Вы выслали нам её резюме…»[значимость факта?]. Тезисы статьи были отправлены в журнал «Excerpta medica».

## Труды
За книги «Основы теории и практики логопедии» (1969), «Исправление недостатков произношения у дошкольников»(1971) и «Дидактический материал по исправлению недостатков у детей дошкольного возраста» (1-е изд. — 1972) — все в соавторстве — постановлением президиума АПН СССР присуждены первые премии Академии педагогических наук СССР и вручены соответствующие дипломы.
Последним прижизненным изданием была книга «Подготовка к школе детей с недостатками речи», выпущенная в 1985 году, когда Галине Амосовне Каше шел уже семьдесят восьмой год! А выпуском последних двух книг (книга и дидактический материал) занималась уже в 1988—1989 годах её ученица и соавтор Т. Б. Филичева.
До сих пор, вот уже более тридцати лет, её труды живут и продолжают приносить пользу. Так, в 2002 году была издана книга «Основы логопедии», где приводятся в качестве рекомендаций программы и методики Галины Амосовны Каше. Служат её книги, статьи, методические пособия в настоящее время в качестве учебных пособий студентов факультета дефектологии Педагогического университета (бывший пединститут им. В. И. Ленина).

### Научные работы
- Недостатки произношения и письма у учащихся первых классов вспомогательной школы и опыт их преодоления: автореферат диссертации. — М.: 1956.
- Логопедическая работа в первом классе вспомогательной школы. — М.: АПН РСФСР, 1957.
- Система обучения произношению и грамоте детей с общим недоразвитием речи: тезисы докладов 3-й научной сессии по вопросам дефектологии. — М.: АПН РСФСР, 1960.
- Исправление недостатков произношения, чтения и письма учащихся. Выпуск I. — М.: Учпедгиз, 1960 (в соавторстве с Н. А. Никашиной, Р. И. Шуйфер, Э. А. Евлоховой).
- То же. Выпуск II.
- Формирование произношения у детей с общим недоразвитием речи. — М.: АПН РСФСР, 1962.
- Формирование произношения у учащихся 1-х классов.
- В сборнике «Совещание — семинар по вопросам специального обучения в школах для детей с тяжелым нарушением речи». — М.: Просвещение, 1964.
- Фонематическое недоразвитие речи у детей дошкольного возраста. Сборник «Специальная школа». Выпуск 4(116). — М.: Просвещение, 1965.
- Логопедическая работа в специальных группах для детей с недостатками произношения: методические указания. — М.: НИИД АПН РСФСР, 1966.
- Основы теории и практики логопедии. — М., 1969 (в соавторстве).
- Исправление недостатков речи у дошкольников. — М.:Просвещение, 1971.
- Дидактический материал по исправлению недостатков произношения у детей дошкольного возраста. — М.: Просвещение, 1971.
- Начальное обучение грамоте учащихся приготовительных классов школ для детей с тяжелым нарушением речи //Дефектология. 1973. № 6.
- То же. Дефектология. 1974. № 1.
- Формирование произношения и подготовка к обучению грамоте детей с недоразвитием речи // Дефектология. 1976. № 6.
- Программа обучения детей с недоразвитием фонематического строя речи. — М., 1978 (в соавторстве с Т. Б. Филичевой).
- Нарушение чтения и письма как проявления системного недоразвития звуковой стороны речи. В книге «Методы коррекции нарушений звуковой стороны речи у детей». — М.: АПН СССР, 1979 (в соавторстве с Р. И. Шустфер).
- Обучение грамоте детей с фонетико-фонематическим недоразвитием речи // Дефектология. 1985. № 1.
- Подготовка к школе детей с недостатками речи: пособие для логопеда. — М.: Просвещение, 1985.
- Дидактический материал по исправлению недостатков речи у детей дошкольного возраста. — М.: Просвещение,1989 (в соавторстве с Т. Б. Филичевой).
- Методическое руководство к дидактическому материалу по исправлению недостатков речи у детей дошкольного возраста: пособие для воспитателей и логопедов. 3-е изд., перераб. — М.: Просвещение, 1989 (в соавторстве с Т. Б. Филичевой).

## Награды
В 1946 году награждена медалью «За доблестный труд в Великой Отечественной войне 1941—1945 гг.». Отмечена юбилейными наградами: в 1948 году — медалью «В память 800-летия Москвы», в 1970 году — медалью «За доблестный труд. В ознаменование 100-летия со дня рождения В. И. Ленина», в 1975 году — медалью «Тридцать лет Победы в Великой Отечественной войне 1941—1945 гг. Участнику трудового фронта», в 1985 году — медалью «Сорок лет Победы в Великой Отечественной войне 1941—1945 гг. Участнику трудового фронта».